# Oldenlandia densiflora
Oldenlandia densiflora är en måreväxtart som beskrevs av Cornelis Eliza Bertus Bremekamp. Oldenlandia densiflora ingår i släktet Oldenlandia och familjen måreväxter.
Artens utbredningsområde är Kongo-Kinshasa. Inga underarter finns listade i Catalogue of Life.